# Jérémy Ménez
Jérémy Ménez (pronunciación)ⓘ (Longjumeau, 7 de mayo de 1987) es un exfutbolista internacional francés. Jugaba de centrocampista y su último equipo fue la S. S. C. Bari.
Comenzó a jugar al fútbol en la región conocida como Isla de Francia, antes de unirse a las categorías inferiores del Sochaux en 2001. En marzo de 2004, se convirtió en el futbolista más joven en la historia de la Ligue 1 después de firmar un contrato profesional a los 16 años; pronto haciendo su debut en la temporada 2004-05 y la Copa de la UEFA de esa misma campaña. Después de pasar por el Mónaco y la Roma, en 2011 firma por el París Saint-Germain, donde logra ser el tercer mejor pasador de la liga en su primera temporada. Para el 2014 se muda al Milan consiguiendo la mejor cuota goleadora de su carrera al marcar 16 tantos en 34 partidos, a pesar de no ser considerado un centro delantero.
Ha sido llamado a la selección de Francia en todas las categorías de edad posibles. Ganó el Campeonato de Europa Sub-17 de la UEFA de 2004. Su debut en la selección absoluta se dio el 11 de agosto de 2010 ante su similar de Noruega.

## Trayectoria

### Inicios
Jérémy Ménez nació el 7 de mayo de 1987 en Longjumeau, en una comuna en los suburbios del sur de París; se crio en Vitry-sur-Seine, cerca de su lugar de nacimiento. Sintió atracción por el fútbol gracias a su padre y su hermano mayor, quienes fueron jugadores de fútbol. Comenzó su carrera a nivel local en el CA Vitry. Después de un año en el equipo, decidió incorporarse al Centro de Formación de París, un club deportivo juvenil diseñado para atender solo a futbolistas menores de 19 años; ahí desarrolló y perfeccionó sus habilidades técnicas siendo utilizado en la posición de mediapunta por sus entrenadores. Después de cinco años en la academia, se marchó del equipo y se unió al CSF Brétigny, una escuadra local parisina que también entrenó a los internacionales franceses Patrice Evra y Jimmy Briand. Pasó un año con el plantel antes de incorporarse al Sochaux de Franche-Comté.

### Debut con el Sochaux y cambio a Mónaco (2004-08)
A su llegada al Sochaux, Ménez entró en la academia de fútbol de este club. El 24 de marzo de 2004, a la edad de 16 años, firmó su primer contrato profesional con el equipo, acordando un periodo de tres años, hasta junio de 2007. La firma de dicho convenio le convirtió en el jugador más joven de la Ligue 1. Fue ascendido a la primera plantilla y se le asignó el dorsal número 26. Antes de firmar su contrato, atrajo gran interés de clubes ingleses como el Arsenal y el Manchester United. Alex Ferguson, quien era el entrenador del Manchester United fue acusado por el expresidente del Sochaux, Jean-Claude Plessis, de intentar llevarse a Ménez antes de que este firmara un contrato con el club francés, acusándolo de reunirse con los padres del jugador en París y ofrecerles favores financieros, sin embargo, el Manchester United negó las acusaciones.
El 7 de agosto de 2004, hizo su debut profesional en el partido inaugural del club de la temporada 2004-05 ante el AC Ajaccio. Comenzó el partido y jugó 57 minutos antes de ser sustituido en la victoria por 1-0. A pesar de ser tan joven, Jérémy era habitual en el equipo, a menudo rotando entre el banquillo y el once inicial. El 20 de noviembre, marcó su primer gol como profesional en la victoria por 3-1 sobre el AS Mónaco. Dos meses después, se convirtió en el jugador más joven en la historia de la Ligue 1 en anotar un hat trick, marcándolo en contra del Burdeos donde su equipo ganó 4-0. 
Para la temporada 2005-06, cambió a la camiseta número 11. Apareció en 31 partidos de liga, fue el quinto jugador con más partidos de su equipo, y marcó tres goles. Sochaux finalizó el campeonato en una decepcionante 15.ª posición después de terminar las cuatro temporadas anteriores entre los diez primeros. Esto hizo que Ménez quisiera cambiar de equipo. El 8 de junio de 2006, Sochaux anunció que iba a considerar ofertas por el jugador, mostrando interés equipos como el París Saint-Germain, Burdeos, AS Mónaco y el Arsenal inglés.
El 22 de junio de 2006, Sochaux anunció en su sitio web que había llegado a un acuerdo con el AS Mónaco para traspasar a Ménez. Firmó un contrato por cuatro años y el costo del fichaje no fue revelado. Se le dio la camiseta número 10. Hizo su debut en el club el 19 de agosto en el empate 1-1 contra el equipo Rennes, comenzando el partido en el banquillo. El 30 de septiembre, anotó su primer gol en la victoria 2-1 contra el Le Mans. Más tarde, el entrenador que había apostado por él fue despedido y con la llegada del nuevo técnico se sintió frustrado por no gozar de suficientes minutos. Sin embargo, el 11 de noviembre, fue nuevamente titular y anotó el gol del empate 2-2 contra el Lorient. Ménez sufrió una lesión en la ingle y tuvo que pasar por el quirófano perdiéndose 2 meses de competición, regresó al equipo en abril y marcó goles en tres partidos consecutivos contra el Lille OSC, Valenciennes y Olympique de Marsella respectivamente.
A pesar del interés de clubes de la liga inglesa, Jérémy optó por permanecer en el Mónaco para la temporada 2007-08. Anotó su primer gol de la nueva campaña en la victoria 3-0 del equipo sobre su exequipo, el Sochaux. El 23 de febrero de 2008, sufrió una lesión en un partido de liga contra el Paris Saint-Germain, que le llevó a abandonar el encuentro en el medio tiempo. La lesión fue grave por lo que estuvo ausente durante tres meses antes de volver para los últimos dos partidos de la temporada, haciendo apariciones como suplente.

### La Roma y retorno a Francia con el PSG (2008-14)

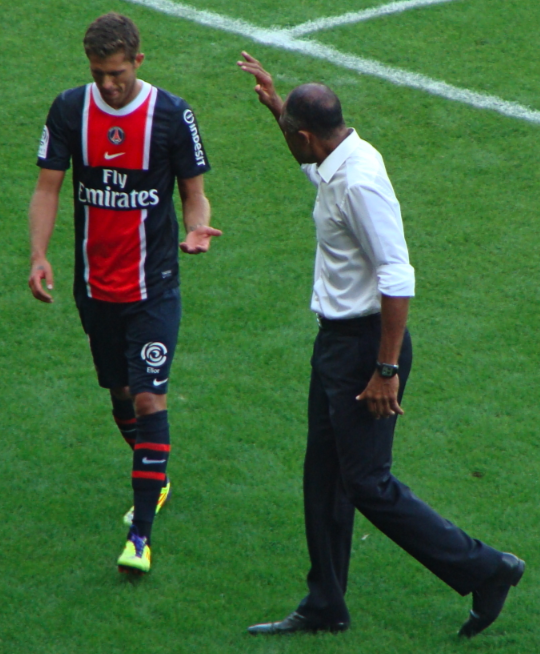
Ménez con Antoine Kombouaré.

Después de aparecer en los primeros tres partidos de la Ligue 1 2008-09 con el Mónaco, el 27 de agosto de 2008 se informó que Ménez había firmado un contrato de cuatro años con la Roma de Italia. El precio de la transferencia fue de 10.5 millones de euros, aparte de otros 1.5 millones en variables. Jérémy fue anunciado como el reemplazo de los extremos Alessandro Mancini y Ludovic Giuly; eligió la camiseta número 24, dorsal que uso la estrella del club Marco Delvecchio. Hizo su debut el 31 de agosto en partido de la Serie A contra el Napoli, apareciendo como sustituto en el minuto 63; su primer partido en la Liga de Campeones sería en la fase de grupos ante el Girondins. El 6 de diciembre, anotó su primer gol en una victoria por 1-0 sobre el Chievo.
En su etapa de 3 temporadas con el club italiano, inició como titular en 71 encuentros de 114 que disputó, marcando 12 goles y dando 22 asistencias. El 21 de abril de 2011, la prensa señaló que tuvo un altercado con su nuevo entrenador Vincenzo Montella, siendo probablemente uno de los puntos que marcarían su salida del club.

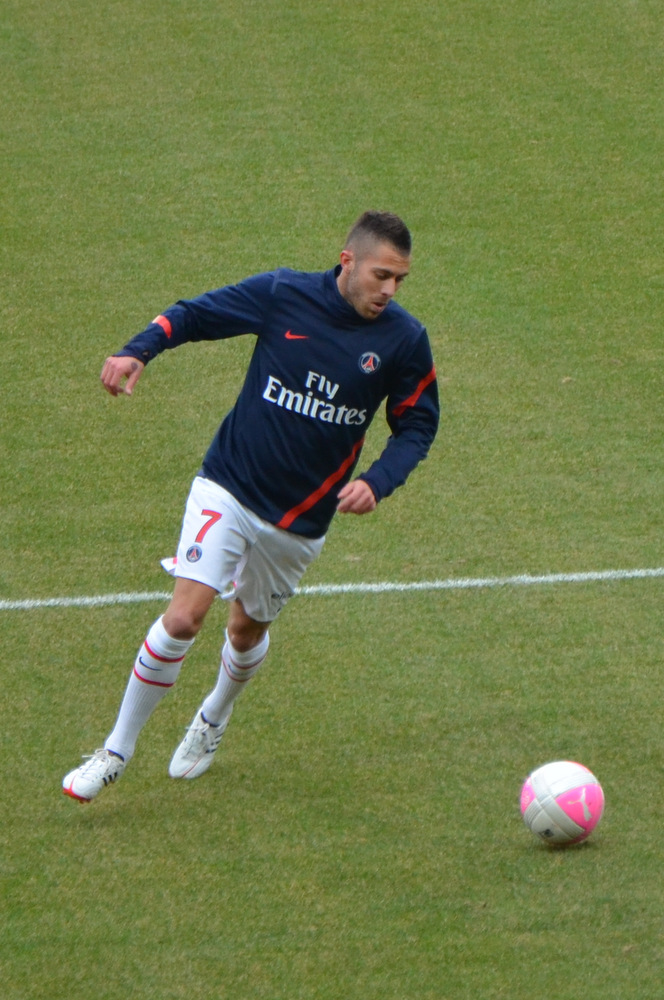
Ménez entrenando con el París

El 25 de julio de 2011, Jérémy Ménez regresó a Francia firmando durante tres temporadas con el París Saint-Germain, club al que apoyaba desde que era pequeño. La Roma se llevó ocho millones de euros más una bonificación de un millón en caso de que el equipo parisino clasificara a la Liga de Campeones de la UEFA. El francés heredó el número 7, vacante después de la partida de Ludovic Giuly. El 18 de agosto de 2011, marcó su primer gol bajo los colores del PSG en el partido de ida de los playoffs de la Europa League contra el club luxemburgués Differdange. El 4 de diciembre de 2011, anotó el segundo gol de su escuadra en la victoria en contra del Auxerre, siendo el gol número 2000 del PSG en la historia de la Ligue 1, así como la 600.ª victoria parisina en la liga. Al final de la temporada 2011-12, Ménez terminó como el tercer mejor pasador del campeonato con 12 asistencias, solo detrás de Eden Hazard y Mathieu Valbuena, que respectivamente tuvieron 15 y 13 asistencias.
Para la nueva temporada 2012-13, llegan jugadores como Thiago Silva, Ezequiel Lavezzi y Zlatan Ibrahimović para fortalecer al club; Ménez compitió por la titularidad con Nénê, Kévin Gameiro, Javier Pastore, Guillaume Hoarau y el mismo Lavezzi, adueñándose de ella. El 12 de mayo de 2013, anotó un gol contra el Olympique de Lyon que le permitió al París Saint-Germain ganar por 1-0 y coronarse como campeón de Francia en 2013. Terminó teniendo otro buen campeonato como el año pasado, anotando 8 goles y dando 12 asistencias en 42 partidos. Se perdió el último juego de la campaña, así como la Supercopa de Francia ante el Girondins de Burdeos y los dos primeros juegos del año siguiente, por insultar al árbitro durante el encuentro ante el Nice, estando suspendido por 4 juegos.
Al comienzo de la Ligue 1 2013-14, no pudo finalizar la pretemporada del equipo en Austria, debido a una hernia discal. Fue operado a principios de julio por lo que se perdió el comienzo del campeonato. Su regreso fue anunciado para el 24 de agosto pero ahora fue víctima de un cálculo renal y tuvo que ser operado de nuevo. Volvió al campo contra el Olympiacos en la Liga de Campeones pero no pudo mantener la regularidad en partidos posteriores marcando solo dos tantos y dando 3 asistencias. Este último ciclo futbolístico fue considerado decepcionante por la afición del club debido a su falta de juego, disputando tres veces menos juegos bajo la dirección de Laurent Blanc, que los que tuvo bajo la tutela de Carlo Ancelotti.

### Milan y su consolidación (2014-16)

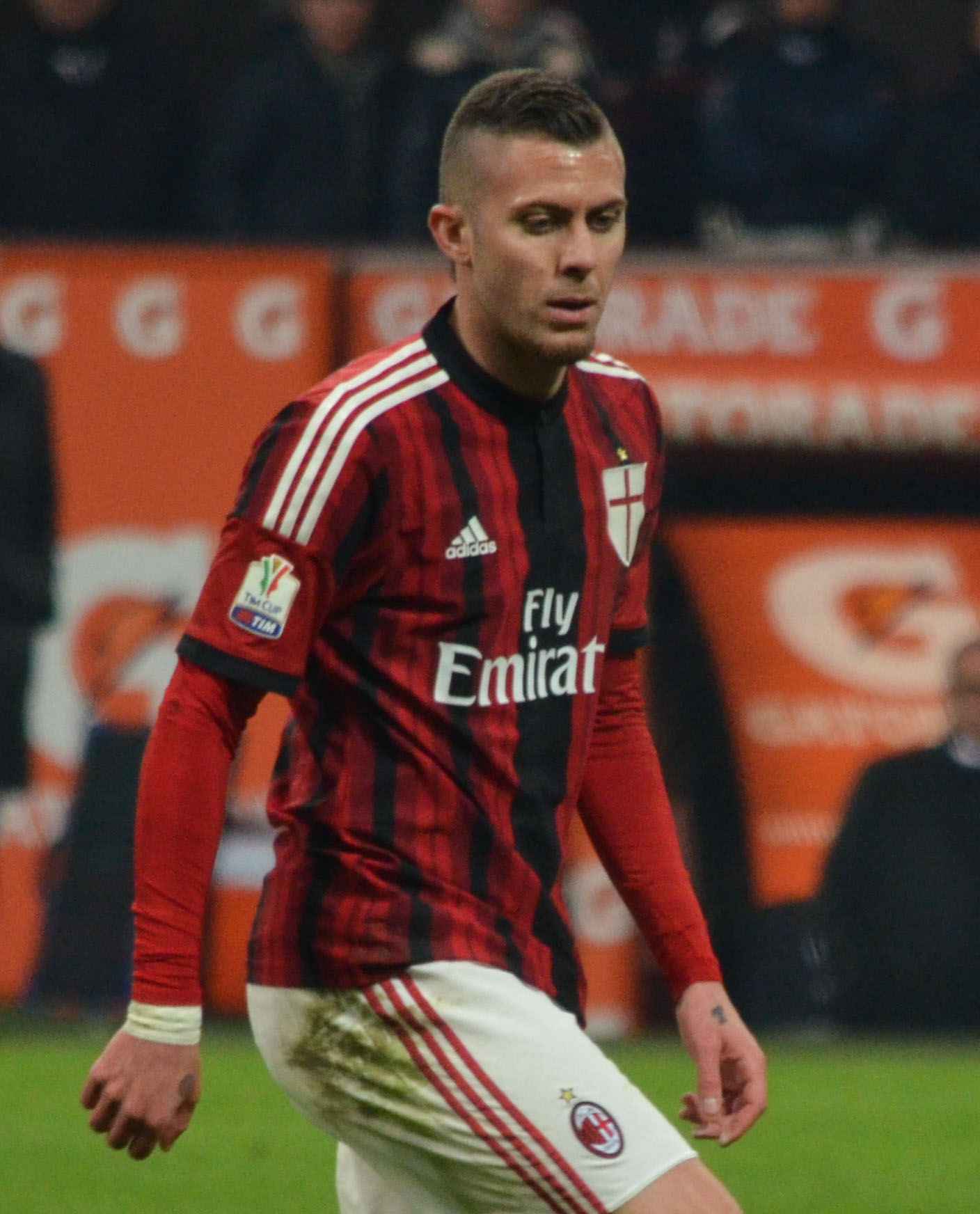
Jéremy Ménez con el Milan.

Tres años después de dejar la Serie A, Ménez regresó como agente libre a la liga italiana. El 11 de junio de 2014, se comprometió durante tres temporadas con el Milan y se reencontró con su excompañero del París Saint-Germain, Alex. Allí portaría el número 87 en referencia a su año de nacimiento; aunque, más tarde Robinho se iría del equipo, por lo que el francés pasaría a usar el dorsal 7, mismo que llevaba en el PSG. Debutó con su nueva escuadra de titular, marcando el tercer gol de su club frente a la Lazio en un partido que ganarían 3-1. En el siguiente juego, el 14 de septiembre de 2014, anotó dos veces contra el Parma para obtener una victoria por 5-4. El 23 de noviembre, abrió el marcador con un excelente remate con la parte interna del pie ante el Inter de Milán y se convirtió en el primer francés desde Bruno N'Gotty, en marcar un gol en el Derby della Madonnina desde los últimos 15 años.
Durante prácticamente toda la temporada se mantuvo en el once inicial del equipo italiano, logrando otros tres dobletes en contra del Udinese, Parma y Cagliari respectivamente. En la jornada 33, fue expulsado de manera injusta por una falta que había cometido su compañero Philippe Mexès, debido a esto insultó al árbitro y el tribunal deportivo decidió suspenderlo por cuatro partidos —por segunda vez en su carrera—, terminando así su participación en el campeonato; a pesar de esto, cerró la campaña con 16 anotaciones y 4 asistencias en 33 partidos, siendo esta la mejor cuota goleadora de su carrera y convirtiéndose así en el quinto mejor romperredes de la liga, solo por debajo de hombres como Carlos Tévez o Gonzalo Higuaín.
El 11 de junio de 2015 se sometió a una operación debido a una hernia discal —problema que ya había tenido tres años antes—, con un estimado de recuperación de tres semanas; sin embargo, el 17 de agosto, apenas iniciando su segunda temporada, en la Copa de Italia ante el Perugia tuvo que abandonar el terreno de juego a los 20 minutos, y entrar de nueva cuenta al quirófano. Regresaría al banquillo el 31 de enero de 2016, luego de más de 5 meses de ausencia, 2 semanas después volvería a disputar un partido al entrar de cambio en el minuto 77 por M'Baye Niang, en contra del Genoa. En la semifinal de la Copa de Italia ante el Alessandria retornó a la titularidad y volvió a marcar un doblete ayudando a su club a llegar a la final, misma que perderían en tiempo extra en contra de la Juventus. Cerró la campaña anotando otros dos goles más para sumar un total de 4 en 383 minutos.

### Paso fugaz por el Burdeos y Antalyaspor (2016-17)
El 1 de agosto de 2016, Girondins de Burdeos y Milán llegaron a un acuerdo para oficializar el traspaso de Jérémy Ménez al equipo francés por 3 temporadas, a cambio de 2.85 millones de euros. El 3 de agosto, solo dos días después de firmar con su nuevo club, estuvo involucrado en una horrible lesión en un partido de pretemporada frente al Lorient; el incidente ocurrió en la segunda mitad del encuentro cuando el mediocampista del Lorient, Didier Ndong, accidentalmente pisó la cabeza de Ménez, causando que el internacional francés perdiera parte de su oreja derecha. Jérémy había entrado a su primer partido como sustituto en el minuto 62, pero tuvo que ser retirado luego de poco más de 15 minutos, después del percance.
El 13 de agosto hizo su debut oficial ante el Saint-Étienne, en duelo de la jornada 1; a partir de ese momento fue titular indiscutible en toda la primera mitad del año futbolístico, perdiéndose solamente 4 partidos de 20 posibles entre la Ligue 1 y la Copa de la Liga. Para la segunda parte del campeonato perdió la titularidad al tener una baja de rendimiento pero siguió contando con minutos de juego, sin embargo, una lesión en la ingle hizo que se perdiera los 3 últimos encuentros del torneo.
El 9 de junio de 2017 fue contratado por el Antalyaspor Kulübü de Turquía por 3 años y un salario de 1.50 millones de euros por temporada. Apenas en su segundo entrenamiento se detectó que no se había recuperado de la lesión en la ingle, misma que no le permitió disputar la fase final del torneo francés con su antiguo club; debido a esto tuvo que se intervenido quirúrgicamente en Francia, perdiéndose así los primeros 5 partidos de la Superliga de Turquía 2017-18. Volvió a las canchas el 25 de agosto de 2017, mas no se pudo consolidar con el conjunto turco al jugar solo 3 partidos como titular de 9 posibles que disputó, antes de que otra lesión lo alejara nuevamente del campo por 1 mes aproximadamente.

### Club América (2018-19)
Luego de permanecer un semestre en Turquía y después de varias semanas de especulación sobre su posible emigración al fútbol mexicano, el 5 de enero de 2018, el Club América oficializó su fichaje como refuerzo de cara al torneo Clausura 2018, siendo el primer jugador de nacionalidad francesa y el vigésimo europeo en la historia de la institución. Apenas en su segundo partido con el equipo, se reencontró con el gol después de un año y anotó el quinto tanto frente a los Lobos BUAP; a lo largo de la temporada mantuvo regularidad logrando 4 goles más y dando 5 asistencias, no obstante, el América se quedaría en semifinales en el torneo de liga y de igual forma en la competencia continental. El 5 de julio de 2018, en un amistoso de pretemporada en contra de Pachuca, Ménez una vez más se lesiona al sufrir una rotura de ligamento cruzado anterior en la rodilla izquierda. Logró salir campeón del torneo Apertura 2018 aunque sin gozar de actividad por su lesión .

## Selección nacional

### Categorías inferiores

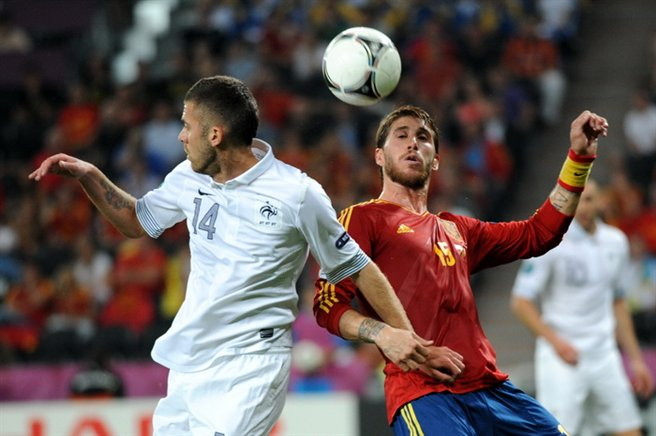
Jérémy disputando un balón con Sergio Ramos.

Ménez es uno de los integrantes del grupo Génération 1987 —llamado así por la prensa francesa—, que produjo a jugadores de talla internacional como Hatem Ben Arfa, Karim Benzema y Samir Nasri. Hizo su debut juvenil con el equipo sub-16 el 11 de diciembre de 2002, en un partido amistoso ante Grecia, logrando anotar el quinto tanto de la victoria francesa por 6-1. En la Copa Aegean de 2003 en Turquía, marcó gol en tres partidos consecutivos contra Israel, Ucrania y Bélgica respectivamente, enfrentando a este último rival en el partido por el tercer puesto del campeonato.
Después en el Torneo de Montaigu, hizo tres goles más, siendo el segundo mejor goleador del equipo solo por detrás de Ben Arfa. El primero en la victoria de 8-0 sobre Gabón en el partido inaugural del grupo; para el siguiente encuentro, abriría el marcador en la victoria de 3-0 contra Rusia. En el último juego de fase de grupos contra Inglaterra, anotó su tercera diana. Asimismo, en un torneo regional en Salerno, Italia, Ménez condujo al equipo al título marcando un doblete en el partido final ante los anfitriones; también anotó dos goles en los partidos de fase de grupos contra Japón y Finlandia. Terminó su participación con la categoría sub-16 teniendo 14 apariciones y obteniendo 12 goles.
Con el equipo sub-17; Ménez, Ben Arfa y Nasri se unieron a Karim Benzema para ganar el Campeonato de Europa Sub-17 de la UEFA de 2004, organizado en su propio país. Fue pieza importante del equipo al anotar dos goles, uno ante Turquía en la fase de grupos, y el segundo en las semifinales ante Portugal. En total con la selección sub-17, tuvo 17 apariciones y anotó 6 goles. Al incrementar su participación en el Sochaux, el período de Jérémy con el equipo Sub-18 transcurrió sin muchos incidentes; participó en la Copa Meridiana de 2005, donde anotó cinco goles en cuatro partidos, coronándose campeón.
El cuarteto integrado por Ben Arfa, Nasri, Benzema y Ménez regresó a la participación internacional ahora con la categoría sub-19, a estos cuatro se les unirían Issiar Dia, Blaise Matuidi y Serge Gakpé con el objetivo de ganar el Campeonato de Europa Sub-19 de la UEFA de 2006. En la primera ronda eliminatoria, no marcaría ningún tanto, sin embargo, Francia avanzaría de manera invicta. Ya en la ronda élite, anotó un doblete frente a Bulgaria en el triunfo de 4-0; no obstante, y a pesar de no perder ningún encuentro, la selección francesa fue eliminada al obtener menos puntos que su similar de Escocia.
Jérémy estuvo ausente de la selección sub-21 a principios de temporada cuando ya era elegible, sin embargo, haría su debut más tarde, el 25 de mayo de 2008 en un partido amistoso que ganarían los franceses ante el equipo de los Países Bajos. Estuvo ausente de la selección por algunos meses, pero regresaría en octubre de 2008 para enfrentar a Alemania en los dos partidos clasificatorios para la Eurocopa Sub-21 de 2009. Participó en ambos encuentros aunque Francia caería por 2-1 en el marcador global; la derrota por 1-0 en el partido de vuelta puso fin a la carrera en categorías inferiores de Ménez.

### Selección absoluta

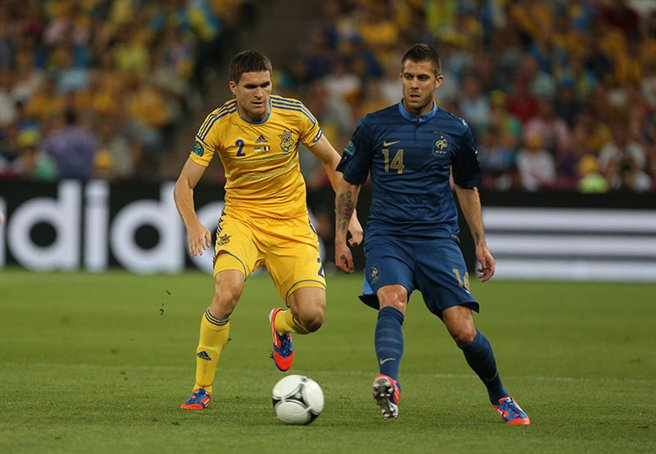
Ménez con Francia en la Eurocopa.

El 5 de agosto de 2010, Ménez fue llamado a la selección absoluta por primera vez gracias al nuevo entrenador Laurent Blanc, para el partido amistoso que enfrentaría el equipo contra Noruega el 11 de agosto de 2010; hizo su debut internacional iniciando en la posición de extremo derecho donde, a la postre, Francia cayó derrotada por 2-1. El 9 de febrero de 2011, colaboró con una asistencia a Karim Benzema, para obtener el triunfo de 1-0 ante Brasil en un partido amistoso jugado en el Stade de France.
Después de aparecer regularmente en las convocatorias de los encuentros de la clasificación para la Eurocopa de 2012; el 29 de mayo de 2012, Jérémy entró en la lista final para disputar dicho torneo. El 5 de junio, en el último amistoso de preparación del equipo antes de iniciar la competición, marcó su primer gol internacional en una victoria por 4-0 sobre Estonia. Hizo su debut en competencia oficial en la Eurocopa el 15 de junio, en el segundo partido de la fase de grupos ante Ucrania, logrando anotar el primer tanto de su equipo en un triunfo de 2-0.

### Participaciones en fases de clasificación
| Torneo                         | Categoría | Sede | Resultado     | Partidos | Goles |
| ------------------------------ | --------- | ---- | ------------- | -------- | ----- |
| Clasificación Eurocopa de 2012 | Absoluta  | UEFA | Primer puesto | 2        | 0     |
| Clasificación Mundial de 2014  | Absoluta  | UEFA | Segunda ronda | 5        | 0     |

### Participaciones en fases finales
| Torneo                       | Categoría | Sede              | Resultado        | Partidos | Goles |
| ---------------------------- | --------- | ----------------- | ---------------- | -------- | ----- |
| Campeonato de Europa de 2004 | Sub-17    | Francia           | Campeón          | 5        | 2     |
| Copa Meridiana de 2005       | Sub-18    | Turquía           | Campeón          | 4        | 5     |
| Eurocopa de 2012             | Absoluta  | Ucrania y Polonia | Cuartos de final | 3        | 1     |

## Estadísticas

### Clubes
Actualizado al último partido jugado en su carrera.
| Club                               | Div.          | Temporada     | Liga  | Liga  | Copas nacionales | Copas nacionales | Copas internacionales | Copas internacionales | Total | Total | Media goleadora |
| Club                               | Div.          | Temporada     | Part. | Goles | Part.            | Goles            | Part.                 | Goles                 | Part. | Goles | Media goleadora |
| ---------------------------------- | ------------- | ------------- | ----- | ----- | ---------------- | ---------------- | --------------------- | --------------------- | ----- | ----- | --------------- |
| F. C. Sochaux-Montbéliard Francia  | 1.ª           | 2004-05       | 24    | 4     | 4                | 0                | 6                     | 0                     | 34    | 4     | 0,12            |
| F. C. Sochaux-Montbéliard Francia  | 1.ª           | 2005-06       | 31    | 3     | 3                | 1                | —                     | —                     | 34    | 4     | 0,12            |
| F. C. Sochaux-Montbéliard Francia  | Total club    | Total club    | 55    | 7     | 7                | 1                | 6                     | 0                     | 68    | 8     | 0,12            |
| A. S. Monaco Francia               | 1.ª           | 2006-07       | 29    | 7     | 4                | 0                | —                     | —                     | 33    | 7     | 0,21            |
| A. S. Monaco Francia               | 1.ª           | 2007-08       | 25    | 7     | 3                | 0                | —                     | —                     | 28    | 7     | 0,25            |
| A. S. Monaco Francia               | 1.ª           | 2008-09       | 3     | 0     | —                | —                | —                     | —                     | 3     | 0     | 0               |
| A. S. Monaco Francia               | Total club    | Total club    | 57    | 14    | 7                | 0                | 0                     | 0                     | 64    | 14    | 0,22            |
| A. S. Roma · Italia                | 1.ª           | 2008-09       | 29    | 4     | 2                | 0                | 3                     | 0                     | 34    | 4     | 0,12            |
| A. S. Roma · Italia                | 1.ª           | 2009-10       | 23    | 1     | 4                | 0                | 10                    | 3                     | 37    | 4     | 0,11            |
| A. S. Roma · Italia                | 1.ª           | 2010-11       | 32    | 2     | 5                | 0                | 6                     | 2                     | 43    | 4     | 0,09            |
| A. S. Roma · Italia                | Total club    | Total club    | 84    | 7     | 11               | 0                | 19                    | 5                     | 114   | 12    | 0,11            |
| Paris Saint-Germain F. C. Francia  | 1.ª           | 2011-12       | 33    | 7     | 4                | 0                | 5                     | 2                     | 42    | 9     | 0,21            |
| Paris Saint-Germain F. C. Francia  | 1.ª           | 2012-13       | 30    | 5     | 5                | 1                | 7                     | 2                     | 42    | 8     | 0,19            |
| Paris Saint-Germain F. C. Francia  | 1.ª           | 2013-14       | 16    | 2     | 6                | 0                | 4                     | 0                     | 26    | 2     | 0,08            |
| Paris Saint-Germain F. C. Francia  | Total club    | Total club    | 79    | 14    | 15               | 1                | 16                    | 4                     | 110   | 19    | 0,17            |
| A. C. Milan · Italia               | 1.ª           | 2014-15       | 33    | 16    | 1                | 0                | —                     | —                     | 34    | 16    | 0,47            |
| A. C. Milan · Italia               | 1.ª           | 2015-16       | 10    | 2     | 2                | 2                | —                     | —                     | 12    | 4     | 0,33            |
| A. C. Milan · Italia               | Total club    | Total club    | 43    | 18    | 3                | 2                | 0                     | 0                     | 46    | 20    | 0,43            |
| F. C. Girondins de Burdeos Francia | 1.ª           | 2016-17       | 26    | 3     | 5                | 0                | —                     | —                     | 31    | 3     | 0,1             |
| F. C. Girondins de Burdeos Francia | Total club    | Total club    | 26    | 3     | 5                | 0                | 0                     | 0                     | 31    | 3     | 0,1             |
| Antalyaspor K. Turquía             | 1.ª           | 2017-18       | 7     | 0     | 2                | 0                | —                     | —                     | 9     | 0     | 0               |
| Antalyaspor K. Turquía             | Total club    | Total club    | 7     | 0     | 2                | 0                | 0                     | 0                     | 9     | 0     | 0               |
| C. América · México                | 1.ª           | 2017-18       | 14    | 5     | —                | —                | 2                     | 0                     | 16    | 5     | 0,31            |
| C. América · México                | 1.ª           | 2018-19       | 3     | 0     | 1                | 0                | —                     | —                     | 4     | 0     | 0               |
| C. América · México                | 1.ª           | 2019-20       | 1     | 0     | 1                | 0                | —                     | —                     | 2     | 0     | 0               |
| C. América · México                | Total club    | Total club    | 18    | 5     | 2                | 0                | 2                     | 0                     | 22    | 5     | 0,23            |
| Paris F. C. Francia                | 2.ª           | 2019-20       | 17    | 4     | 1                | 1                | —                     | —                     | 18    | 5     | 0,28            |
| Paris F. C. Francia                | Total club    | Total club    | 17    | 4     | 1                | 1                | 0                     | 0                     | 18    | 5     | 0,28            |
| Reggina 1914 · Italia              | 2.ª           | 2020-21       | 18    | 3     | 0                | 0                | —                     | —                     | 18    | 3     | 0,17            |
| Reggina 1914 · Italia              | 2.ª           | 2021-22       | 16    | 5     | 1                | 0                | —                     | —                     | 17    | 5     | 0,29            |
| Reggina 1914 · Italia              | 2.ª           | 2022-23       | 33    | 5     | 1                | 0                | —                     | —                     | 34    | 5     | 0,15            |
| Reggina 1914 · Italia              | Total club    | Total club    | 57    | 13    | 2                | 0                | 0                     | 0                     | 59    | 13    | 0,22            |
| S. S. C. Bari · Italia             | 2.ª           | 2023-24       | 10    | 0     | 0                | 0                | —                     | —                     | 10    | 0     | 0               |
| S. S. C. Bari · Italia             | Total club    | Total club    | 10    | 0     | 0                | 0                | 0                     | 0                     | 10    | 0     | 0               |
| Total carrera                      | Total carrera | Total carrera | 453   | 85    | 55               | 5                | 43                    | 9                     | 551   | 99    | 0,18            |
| 1. 2. 3.                           |               |               |       |       |                  |                  |                       |                       |       |       |                 |

### Selección de Francia
Actualizado al último partido jugado el 26 de marzo de 2013.
| Selección | Año   | Eliminatorias(1) | Eliminatorias(1) | Continental(2) | Continental(2) | Mundial | Mundial | Amistosos | Amistosos | Total | Total | Media goleadora |
| Selección | Año   | Part.            | Goles            | Part.          | Goles          | Part.   | Goles   | Part.     | Goles     | Part. | Goles | Media goleadora |
| --- | ----- | ---------------- | ---------------- | -------------- | -------------- | ------- | ------- | --------- | --------- | ----- | ----- | --------------- |
| Absoluta Francia | 2010  | 1                | 0                | —              | —              | —       | —       | 1         | 0         | 2     | 0     | 0               |
| Absoluta Francia | 2011  | 1                | 0                | —              | —              | —       | —       | 6         | 0         | 7     | 0     | 0               |
| Absoluta Francia | 2012  | 3                | 0                | 3              | 1              | —       | —       | 6         | 1         | 12    | 2     | 0,17            |
| Absoluta Francia | 2013  | 2                | 0                | —              | —              | —       | —       | 1         | 0         | 3     | 0     | 0               |
| Total | Total | 7                | 0                | 3              | 1              | 0       | 0       | 14        | 1         | 24    | 2     | 0,08            |
| (1) Incluye datos de Clasificación para la Eurocopa 2012 (2010-11); Clasificación para el Mundial 2014 (2012-13). (2) Incluye datos de Eurocopa (2012). |       |                  |                  |                |                |         |         |           |           |       |       |                 |

### Hat-tricks
En la temporada 2004-05 de la Ligue 1, cuando aún pertenecía a su primer club, el Sochaux, Jérémy Ménez logró anotar un hat-trick frente al Girondins de Burdeos —equipo por el que ficharía 11 años después— en tan solo 7 minutos, convirtiéndose de esta forma en el jugador más joven en la historia del campeonato francés en lograr dicha hazaña, con 17 años.
| 1 | 22 de enero de 2005 | Stade Auguste Bonal, Montbéliard | F. C. Sochaux - F. C. Girondins |  | 4 - 0 | Ligue 1 |

## Palmarés

### Títulos nacionales
| Título               | Club                      | País    | Año  |
| -------------------- | ------------------------- | ------- | ---- |
| Ligue 1              | Paris Saint-Germain F. C. | Francia | 2013 |
| Supercopa de Francia | Paris Saint-Germain F. C. | Francia | 2013 |
| Copa de la Liga      | Paris Saint-Germain F. C. | Francia | 2014 |
| Ligue 1              | Paris Saint-Germain F. C. | Francia | 2014 |
| Primera División     | C. América                | México  | 2018 |
| Copa México          | C. América                | México  | 2019 |
| Campeón de Campeones | C. América                | México  | 2019 |

### Títulos internacionales
| Título               | Club (*)       | País    | Año  |
| -------------------- | -------------- | ------- | ---- |
| Campeonato de Europa | Francia sub-17 | Francia | 2004 |
| Copa Meridiana       | Francia sub-18 | Turquía | 2005 |

(*) Incluyendo la selección.